# Лю Лун
Лю Лун (кит.: 劉隆; 105 — 21 вересня 106) — 5-й імператор династії Пізня Хань з 13 лютого до 21 вересня 106 року. Посмертне ім'я Шан-ді.

## Життєпис
Походив з імператорського роду Лю. Син Лю Чжао. Після смерті останнього у 106 році був оголошений імператрицею-удовицею Ден новим володарем імперії. Імператриця стала регенткою й фактично правителькою. Новий імператор був заслабкого здоров'я й невдовзі сконав. Весь час його правління — це боротьба за визначення спадкоємця трону між родом Ден та князями з роду Лю. Зрештою вибір випав на двоюрідного брата імператора — Лю Ху.